# Сібен Девале
Сібен Девале (нід. Sieben Dewaele, нар. 2 лютого 1999, Кортрейк, Бельгія) — бельгійський футболіст, півзахисник клубу «Остенде».

## Ігрова кар'єра

### Клубна
Сібен Девале є вихованцем столичного клубу «Андерлехт». З 2015 року гравця почали залучати до тренувань першої команди. Але першу гру в основі «Андерлехта» Девале зіграв у серпні 2019 року. У 2020 році для набору ігрової практики футболіст відправився до нідерландського «Геренвена».
Та надалі не маючи змоги пробитися в основу «Андерлехта», Девале у серпні 2021 року перейшов до клубу «Остенде», з яким підписав контракт на чотири роки. І майже одразу був відправлений в оренду у французький «Нансі».

### Збірна
У 2019 році Сібен Девале провів одну гру у складі молодіжної збірної Бельгії.